# Flanders (Nova York)
Flanders és una concentració de població designada pel cens dels Estats Units a l'estat de Nova York. Segons el cens del 2000 tenia 3.646 habitants.

## Demografia
Segons el cens del 2000, Flanders tenia 3.646 habitants, 1.260 habitatges, i 889 famílies. La densitat de població era de 114,7 habitants per km².
Dels 1.260 habitatges en un 37,4% hi vivien nens de menys de 18 anys, en un 47,5% hi vivien parelles casades, en un 16,4% dones solteres, i en un 29,4% no eren unitats familiars. En el 21,5% dels habitatges hi vivien persones soles el 7% de les quals corresponia a persones de 65 anys o més que vivien soles. El nombre mitjà de persones vivint en cada habitatge era de 2,88 i el nombre mitjà de persones que vivien en cada família era de 3,27.
Per edats la població es repartia de la següent manera: un 27,8% tenia menys de 18 anys, un 9,6% entre 18 i 24, un 31,7% entre 25 i 44, un 22,1% de 45 a 60 i un 8,9% 65 anys o més.
L'edat mediana era de 34 anys. Per cada 100 dones de 18 o més anys hi havia 96,6 homes.
La renda mediana per habitatge era de 46.711 $ i la renda mediana per família de 49.031 $. Els homes tenien una renda mediana de 37.548 $ mentre que les dones 23.897 $. La renda per capita de la població era de 19.484 $. Entorn del 8,4% de les famílies i el 13,5% de la població estaven per davall del llindar de pobresa.